# سان كاتالدو
سان كاتالدو (بالإيطالية: San Cataldo)‏ هي بلدية في مقاطعة كالتانيسيتا في صقلية الإيطالية.

## السكان
في سنة 1861 بلغ عدد السكان 13٬019 نسمة، وتطور العدد ليصل في سنة 2013 لـ 23٬486 نسمة.
يظهر هذا المخطط البياني تطور النمو السكاني لـ سان كاتالدو

## أعلام
- أنجيلو أورلاندو